# Courtney Belger
Courtney Allen Belger (* 17. Juli 1989) ist ein US-amerikanischer Basketballspieler.

## Laufbahn
Der aus St. Louis stammende Belger spielte von 2008 bis 2012 an der im Bundesstaat Illinois gelegenen Quincy University in seinem Heimatland USA. In seiner Abschlusssaison 2011/12 erzielte er für die Mannschaft der zweiten NCAA-Division in 27 Einsätzen im Schnitt 11,3 Punkte sowie 5,2 Rebounds, 3,9 Korbvorlagen und 1,8 Ballgewinne pro Begegnung.
2013 wechselte Belger als Berufsbasketballspieler nach Deutschland und schloss sich dem TV Ibbenbüren an, mit dem er im Frühjahr 2014 von der zweiten in die erste Regionalliga aufstieg. In der Saison 2014/15 erzielte Belger für Ibbenbüren Spitzenwerte in der ersten Regionalliga, als er im Schnitt 23,7 Punkte, 7,5 Rebounds, 6,7 Korbvorlagen sowie 3,5 Ballgewinne erzielte und vom Fachportal eurobasket.com zum besten Verteidigungsspieler der Saison in der Regionalliga West gekürt wurde.
Im Spieljahr 2015/16 verstärkte er die Itzehoe Eagles in der 2. Bundesliga ProB, spielte in der Frühjahrssaison 2016 beim australischen Klub Kalamunda Eastern Suns (und spielte auch später zwischen seinen Engagements in Deutschland dort) und wurde im Vorfeld der Saison 2016/17 dann von Itzehoes ProB-Konkurrent FC Schalke 04 unter Vertrag genommen. In seinem zweiten Jahr in Gelsenkirchen, wo er unter Trainer Raphael Wilder spielte, erreichte Belger mit S04 das Playoff-Halbfinale, was aufgrund des Verzichts des späteren Meisters Elchingen den Aufstieg in die 2. Bundesliga ProA bedeutete. Belger war in dieser Saison bester Korbschütze der Schalker (16,5 Punkte im Schnitt) und verbuchte mit 4,3 Korbvorlagen je Begegnung einen weiteren mannschaftsinternen Höchstwert. Nach dem Aufstieg in die 2. Bundesliga ProA wurde sein Vertrag bei Schalke 04 verlängert. Mit 15 Punkten pro Spiel war er in der Saison 2018/19 zweitbester Korbschütze von S04 in der 2. Bundesliga ProA, zudem erzielte er im Schnitt fünf Korbvorlagen sowie 4,4 Rebounds je Begegnung. In der Sommerpause 2019 hoffte Belger auf Erstligaangebote, kehrte dann aber zu Schalke zurück. Nach der Saison 2019/2020 zog sich Schalke aus der zweiten Liga zurück.
Im Februar 2021 wurde Belger als Neuzugang der Southland Sharks (Neuseeland) verkündet, zur Saison 2021/22 wechselte er nach Bulgarien zu Chernomorets Burgas. Für die von Vassil Evtimov als Trainer betreute Mannschaft bestritt Belger bis Ende Dezember 2021 neun Ligaeinsätze (13,8 Punkte, 5,2 Korbvorlagen, 5 Rebounds/Spiel). Im Spieljahr 2022/23 stand Belger beim Zakho SC in Irak unter Vertrag. Sein nächster Verein wurde Haia Al Qana in Ägypten, für den er 2024 spielte.

### Persönliches
Seine Frau Ali Schwagmeyer wurde ebenfalls Berufsbasketballspielerin Sie stand unter anderem beim Osnabrücker SC in der Bundesliga unter Vertrag.